# カトゥーシャ・ニアヌ
カトゥーシャ・ニアヌ（Katoucha Niane、1960年10月23日? - 2008年2月2日?）は、「プランセス・プル（プル人の姫君）」と呼ばれた、黒人のトップモデルである。ギニアのコナクリ出身。フランスのブローニュ＝ビヤンクールで事故死した。1987年から1992年までイヴ・サン＝ローランのエジェリ（助言者／霊感を与える女性）を務めた。

## 生涯
カトゥーシャの本名は、カディディアトゥ・ニアヌ（Kadidiatou Niane）といい、歴史家であり、劇作家、考古学者でもあるボルドー大学のジブリル・タムシル・ニアヌの娘である。自伝によると、9歳のときに、フラニ人の伝統に従い、割礼を施された。手術は生まれ故郷の女性医師の手によって行われたが、その時の記憶が強いトラウマとなった。母親は教養のある人ではあったが、自分と夫の知らないところで他の家族がこの儀式をやってしまう虞があったので、社会規範に従うことを選んだ。
カトゥーシャ10歳の時、コナクリ大学の講師であった父 D.T.ニアヌが独裁者であったアフメド・セク・トゥーレ大統領から睨まれ、身辺に危険が迫った。両親は先に子どもたちだけでも助けようと亡命計画を練った。カトゥーシャは荷物の袋に隠れて単身マリへ亡命し、父方の親戚の家に身を寄せた。しかしながらそこは大家族がひしめき合って暮らしているところであり、親戚のおじさんに毎日のように乱暴されたが、カトゥーシャは黙って耐えた。彼女がダカールでようやく家族と再会したのは12歳になってからのことだった。
セネガルのダカールはニアヌ一家の故郷でもあり、そこでは父の義理の姉妹マリの家に身を寄せる。マリーは詩人大統領として高名なレオポール・セダール・サンゴールの秘書をしていた人物で「いつも幸福と解決方法を与えてくれる人」であった。おばのマリは熱心なカトリック信者で、甥や姪の全員に教育を受けさせようとした。カトゥーシャはそのようなマリに自伝の中で尊敬の念を綴っている。
17歳の時に娘を身ごもる。娘の生誕後8日以内に娘が信仰告白してムスリマになれるようにと、娘の父親の代理人により、病院の外で義務的に結婚させられそうになった。そこでカトゥーシャはパリへ逃げ去った。
1980年に、ファッションブランド、ランヴァンのマヌカン・キャビーヌになり、マヌカンとして働き始めた。その後は、ティエリ・ミュグレール、パコ・ラバンヌ、クリスチャン・ラクロワ、アズディン・アライアなどのモデルとしてファッションショーに出た。イヴ・サン＝ローランは、カトゥーシャ・ニアヌを「プル人の姫君, « la princesse peule »」と呼び、1987年から1992年までたびたび助言を仰いだ。このようなポジションの女性をフランス語で「エジェリ, égérie（助言者／霊感を与える女性／ミューズ）」という。イヴのエジェリはのちにレベッカ・アヨコが引き継いだ。
2008年にはレアンドル＝アラン・バクル監督の映画 Ramata にタイトルロールで出演、自分の年齢の半分の歳の若者の腕に抱かれてはじめて女のよろこびを知る50歳の人妻を演じた。
ずっとスタイリストの仕事への挑戦を考えており、計3回のファッションショーを成功させた。1回目は恋人のライモン・ヴィザンの手を借り、ブッダ・バーで行った。2回目はエスパス・カルダンで、最後の3回目は芸術大学で行った。

## 社会活動
2007年9月に、カトゥーシャはシルヴィア・ドイチュ（Sylvia Deutsch）との共著で、『肉体の中で』（原題： Dans ma chair ）と題した本を出版した。本書は自伝であり、自身の体に加えられたエクシジョン（切除。特に、女子割礼の一類型で、女性器の一部を切除することを言う。）に関する証言でもあった。彼女は女性器切除を施された被害者を支援する団体、KPLCE (Katoucha pour la lutte contre l’excision) を設立。アフリカの一部に見られるこの風習を止めさせるためのキャンペーンを行った。
なお女子割礼という悪習に関しては、1990年代後半にソマリア出身の黒人モデルでカトゥーシャより５才年下のワリス・ディリーの告白や自伝により徐々に欧米では知られるようになっていた。

## 死去
カトゥーシャは2008年2月1日の夜、行方不明になった。家には戻ったのであるが、その家はパリのセーヌ川に係留している平底船のプティット・ヴィテス号であった。彼女は船を、伴侶の建築家、ヴィクトル＝ロラン・コットと分け合って住んでいた。行方不明になった夜は川の流量が多く、カトゥーシャは泥酔していたという。彼女の遺体は2月28日にガリリャノ橋の川上にあるブローニュ＝ビヤンクールで引き上げられた。警察の捜査はこれを事故死と結論づけたが家族は納得せず、殺人の可能性があるとして検死結果の開示を求めた。2008年3月14日に、コナクリにて埋葬された。47歳。

## Vidéographie
- Jean Luret, Katoucha, le destin tragique d’un top model documentaire réalisé en 2009, retrace sa carrière.